# Hikari Hayashibara
Hikari Hayashibara est une mangaka japonaise spécialisée dans le hentai pour ses méthodes et attention de coloration de watercolor. Elle s'exprime en particulier dans le genre lolicon.

## Œuvres
- Is 2 Yoshizuki Iori Kannou Illust Shuu (Is)
- Parody Artworks
- Shoukoujo - Lolita Girls Collection - Illustrations & Comic Works (3 volumes)